# Bivak-eiland

Bivak-eiland tijdens de Derde Nederlandse expeditie naar Nieuw-Guinea, augustus 1912 tot mei 1913.

Bivak-eiland was de officieuze benaming voor een groot eiland midden in de 'Noord Rivier' in het voormalige Nederlands-Nieuw-Guinea. De rivier zou later de Lorentz worden genoemd en na 1962 Unir gaan heten. Het was de eerste pleisterplaats voor drie grote Nederlandse wetenschappelijke expedities die in het begin van de twintigste eeuw - tussen 1907 en 1913 - het oerwoud doorkruisten op weg naar de 'eeuwige sneeuw' op de bergtoppen van het destijds onbekende centraal Nieuw-Guinea.
De 'Noord Rivier' ontspringt in het Centrale Bergland en mondt uit in de zuidelijke Arafurazee. Door de goede bevaarbaarheid van haar monding en benedenstroom was deze rivier de ideale toegangspoort tot het diepere binnenland. Zowel de Eerste, Tweede als Derde Zuid-Nieuw-Guinea-expeditie begon haar exploratietocht door de rivier op te stomen met het expeditieschip dat een motorloos bivakschip achter zich aan sleepte.
In 1907, tijdens de eerste expeditie, ontdekte men het eiland waar toen het eerste bivak werd aangelegd en zo zijn naam verkreeg. Het bivakschip, dat het drijvende pakhuis was voor voedselvoorraden, de technische uitrusting, en bovendien tot slaapplaats diende voor de Indonesische militairen en dragers, werd hier permanent afgemeerd. Op Bivak-eiland werden tijdens de drie expedities hutten gebouwd en groentetuinen aangelegd. Een permanente bemanning van het eiland zorgde ervoor dat de leden van de expeditie die met prauwen en later te voet hun weg vervolgden en stroomopwaarts nieuwe bivaks aanlegden, tussentijds werden bevoorraad met voedsel en andere benodigdheden. Zieken werden door de groep van Bivak-eiland teruggehaald. Bivak-eiland vormde steeds het begin- en eindpunt van de drie expedities.